# Just Like You (álbum de Falling in Reverse)
Just Like You —en español: Igual que tu— es el tercer álbum de estudio de la banda de rock estadounidense Falling in Reverse. El álbum fue lanzado a través de Epitaph Records el 24 de febrero de 2015. Sin embargo, el 17 de febrero, la transmisión completa del álbum se subió a fallinginreverse.com. Es el último álbum que presenta al guitarrista principal Jacky Vincent, quien anunció su partida a fines de 2015 y sería reemplazo por Christian Thompson. El álbum presentó el regreso del sonido anterior de la banda, después de que su álbum anterior, Fashionably Late, presentara más un sonido crunk y rap. El álbum es el primero que se graba sin un bajista oficial, con Charles Kallaghan Massabo tocando el bajo en el disco.

## Historia
En marzo de 2014, Radke anunció que la banda había comenzado a grabar su tercer álbum. El 12 de mayo de 2014 fue anunciado por Alternative Press que Falling in Reverse había roto relaciones con el bajista Ron Ficarro, informando que el exbajista de Escape the Fate Max Green (quien anunció su salida de Escape the Fate sólo 3 días antes del 9 de mayo, seis meses después de reincorporarse a Escape the Fate) sería su sustituto. Ronnie es citado diciendo: "Ron fue probablemente el mejor bajista con el que he colaborado, pero en este momento en el tiempo siento que lo mejor es separarse de él. Yo lo respeto y le deseo todo lo mejor para él. Max deja Escape the Fate fue como un regalo del cielo. Era una obviedad que se haya unido. Lo conozco la mitad de mi vida y este será un gran nuevo capítulo para empezar."
Radke explicó en otra entrevista que el tercer álbum será más como un "secuela "para el álbum Dying Is Your Latest Fashion de Escape the Fate y está dirigido a ser nostálgico a personas que eran fanes de la banda desde entonces.
El 6 de octubre de 2014, un mes antes de la gira Blackmass comenzó, se anunció que Max Green había dejado la banda debido a problemas personales ajenos a la banda. La salida fue amistosa. Se puso de manifiesto en Instagram que The Hollowed Vocalist, Jonathan Wolfe, reemplazaría a Green como bajista. No se sabe si se convertirá en un miembro permanente.

## Listado de canciones
Todas las canciones son interpretadas por Falling In Reverse con autores específicos que se detallan en cada pista.
| Standard edition |                                     |          |  |
| N.º              | Título                              | Duración |  |
| 1.               | «Chemical Prisoner»                 | 4:20     |  |
| 2.               | «God, If You Are Above...»          | 3:36     |  |
| 3.               | «Sexy Drug»                         | 3:14     |  |
| 4.               | «Just Like You»                     | 3:32     |  |
| 5.               | «Guillotine IV (The Final Chapter)» | 3:35     |  |
| 6.               | «Stay Away»                         | 3:21     |  |
| 7.               | «Wait and See»                      | 4:38     |  |
| 8.               | «The Bitter End»                    | 4:03     |  |
| 9.               | «My Heart's To Blame»               | 3:49     |  |
| 10.              | «Get Me Out»                        | 3:45     |  |
| 11.              | «Die For You»                       | 3:44     |  |
| 12.              | «Brother»                           | 3:21     |  |

Deluxe Edition

| Deluxe edition |                    |          |  |
| N.º            | Título             | Duración |  |
| 13.            | «My Apocalypse II» | 3:45     |  |
| 14.            | «Pray»             | 3:37     |  |

## Personal
Falling in Reverse
- Ronnie Radke – Voz, Teclados
- Jacky Vincent – Guitarra líder
- Derek Jones – Guitarra rítmica, coros
- Ryan Seaman – Batería, percusión, coros

Personal adicional
- Michael Baskette – producción, mixing, programación, guitarra
- Charles Kallaghan Massabo – programación, Bajo, sintetizadores, producción adicional.
- Max Green - bajo, coros (dejó la banda durante la grabación, no aparece en los créditos)

## Posiciones

### Semanales
| Listas (2015)                           | Mejor posición |
| --------------------------------------- | -------------- |
| Australia (ARIA)                        | 8              |
| Estados Unidos (Billboard 200)          | 21             |
| Estados Unidos (Independent Albums)     | 2              |
| Estados Unidos (Top Alternative Albums) | 3              |
| Estados Unidos (Top Hard Rock Albums)   | 2              |
| Estados Unidos (Top Rock Albums)        | 4              |
| Nueva Zelanda (Recorded Music NZ)       | 27             |
| Reino Unido (UK Albums Chart)           | 57             |

### Listas de fin de año
| Lista (2015)                                    | Posición |
| ----------------------------------------------- | -------- |
| Estados Unidos (Billboard Top Hard Rock Albums) | 28       |